# 献幽皇后
丁太后（4世纪—402年），谥号献幽皇后，中国十六国後燕的开国皇帝慕容垂长子慕容令的妻子。她抚育昭武帝慕容盛成人，一说她与慕容宝生慕容盛。
398年，後燕皇帝慕容寶，被兰汗诓骗殺害，三年之后慕容寶的庶长子慕容盛杀了兰汗，即位为皇帝，尊嫡母惠德皇后段氏为皇太后，丁夫人为献莊皇后。399年，惠德皇后去世，慕容盛又尊丁氏为皇太后。期间丁太后与慕容盛的叔叔、年纪比慕容盛还轻12岁的慕容熙私通。
401年，慕容盛被大臣杀害。太子慕容定年幼，丁太后以国立长君为理由，拥立慕容熙即位为天王。慕容熙即位后冷落了已年老的丁氏，专爱苻訓英和她的姐姐苻娀娥，还杀害了慕容定。丁太后愤恨，与侄子丁信密谋废黜慕容熙，事发，丁太后被迫自杀，谥号献幽皇后。